# Brachythecium dumetorum
Brachythecium dumetorum là một loài rêu trong họ Brachytheciaceae. Loài này được Limpr. G. Roth mô tả khoa học đầu tiên năm 1904.